# Španělská Západní Indie
Španělská Západní Indie (někdy též Španělské Antily, španělsky Las Antillas Españolas) je souhrnné pojmenování pro bývalé španělské državy v Karibiku mezi roky 1492 a 1898. Patří sem především souostroví Velkých Antil, dále pak ostrovy při pobřeží Střední a Jižní Ameriky. Španělsko se naopak výrazněji neprosadilo při kolonizaci Malých Antil.

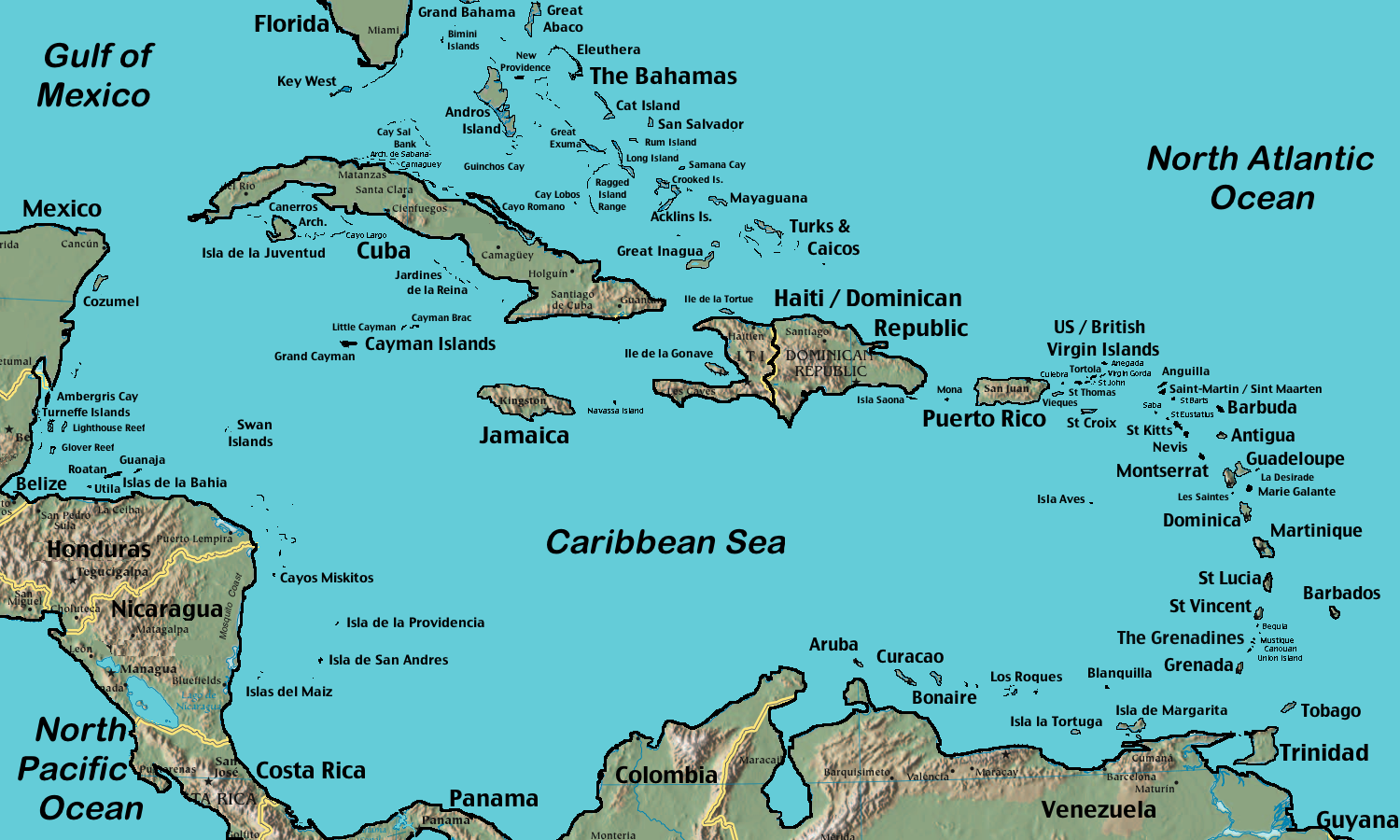
Ostrovy Karibiku

Politický vývoj v Karibiku

Španělská kolonizace Západoindických ostrovů odstartovala roku 1492, kdy Kryštof Kolumbus během své 1. výpravy doplul k východním břehům Karibiku, konquista následně proběhla na začátku 16. století a ostrovy se staly místokrálovství Nové Španělsko. Během následujících staletí většina nejdůležitějších ostrovů zůstala pod španělskou správou. Některé ostrovy však byly okupovány dalšími koloniálními evropskými mocnostmi (Spojené království, Francie, Nizozemské království) a Španělsko jim je oficiálně přenechalo (např. Británie získala roku 1643 Islas de la Bahía v Honduraském zálivu, roku 1670 Jamajku a Kajmanské ostrovy, roku 1802 Trinidad; pod správu Francie přešla roku 1697 západní část Hispanioly pod názvem Saint-Domingue, roku 1795 pak již celý ostrov).
Po většinu 19. století Španělsku patřily již jen ostrovy Kuba a Portoriko (až do roku 1898, kdy skončila španělsko-americká válka, kterou Španělsko prohrálo a ostrovy byly postoupeny USA), částečně pak východní část ostrova Hispaniola – dnešní Dominikánská republika – mezi roky 1808 a 1821, později ještě 1861 až 1865. Do Španělské Západní Indie se započítávají ostrovy při pobřeží Venezuely – nejvýznamnější z nich je Isla de Margarita.